# Katsuhito Ishii
Katsuhito Ishii (石井 克人 Ishii Katsuhito?), (Niigata, 31 de diciembre de 1966) es un director de cine japonés. Graduado de la Universidad de Arte de Musashino, paso a laborar en Tohokushinsha Film dirigiendo comerciales. Su primer cortometraje La promesa de Augusto ganó el Gran Premio de Cine Japonés en la categoría de Mejor video fantástico   en el Festival Internacional de Cine Fantástico de Yūbari. Tuvo su estreno cinematográfico con la cinta Shark Skin Man and Peach Hip Girl; la cual es una adaptación en imagen real del manga homónimo del mangaka Minetarō Mochizuki, protagonizada por Tadanobu Asano. A esta cinta le siguió la película Party 7 en el año 2000. Entre los años 2001 y 2002 realizó diversos cortometrajes, entre los que destacan Hal & Bones y Trava: Fist Planet. En el 2003 colaboró con Production I.G en la secuencia de animación de la cinta Kill Bill: Volumen 1 de Quentin Tarantino. En el 2004 obtuvo el premio en la categoría a Mejor película en el Festival Internacional de Cine de Hawái por su cinta El sabor del té. En el 2006 codirigió la película Funky Forest y en octubre de ese mismo año fundó Nice Rainbow; su compañía de producción.

## Filmografía
| Año  | Película                          | Papel                   | Notas |
| ---- | --------------------------------- | ----------------------- | ----- |
| 2011 | Smuggler                          | Director                |       |
| 2010 | Redline                           | Diseñador de personajes |       |
| 2008 | Sorasoi                           | Director                |       |
| 2006 | Naisu no Mori: The First Contact  | Director                |       |
| 2004 | El sabor del té                   | Director                |       |
| 2000 | Party 7                           | Director                |       |
| 1998 | Shark Skin Man and Peach Hip Girl | Director                |       |